# 品仁納河
品仁納河是俄羅斯的河流，位於堪察加半島，河道全長約713公里，流域面積73,500平方公里，發源自科雷馬高地，最終注入鄂霍次克海的品仁納灣。